# Реден, Йозеф
| Открытые астероиды: 3 | Открытые астероиды: 3 |
| --------------------- | --------------------- |
| (744) Агунтина        | 26 февраля 1913       |
| (771) Либера          | 21 ноября 1913        |
| (844) Леонтина        | 1 октября 1916        |

Йозеф Реден (нем. Joseph Rheden; 5 апреля 1873, Амлах, Тироль — 6 августа 1946, Лиенц, Тироль) — австрийский астроном и первооткрыватель астероидов, который родился 5 апреля 1873 года в городе Амлах в Австрии. В период 1913 по 1916 год им было обнаружено в общей сложности 3 астероида.
Астероид (771) Либера, открытый Реденом в 1913 году, был назван в честь друга первооткрывател
Он является пасынком другого известного австрийского астронома и математика Иоганна Пализа. Первоначально с 1897 по 1901 год он изучал математику, астрономию и физику в Венском университете, а с 1901 стал ассистентом в Венской обсерватории, в которой и совершил свои главные открытия. После выхода на пенсию в 1935 году продолжил работу в обсерватории.
В первую очередь Реден занимался астрофотографией, планетарными и кометными наблюдениями. Многие из оставшихся после него фотопластинок в 60-х годах XX века использовались для определения орбит астероидов. Он также работал в астрономической службе времени и оборудовал обсерваторию самодельным радиоприёмником для синхронизации часов в обсерватории с международным сигналом точного времени.